# Verwaltungsgemeinschaft Schönfeld
Die Verwaltungsgemeinschaft Schönfeld ist eine Verwaltungsgemeinschaft im Freistaat Sachsen im Landkreis Meißen. Sie liegt im Nordosten des Landkreises, zirka 14 km westlich von Königsbrück und 10 km östlich der Stadt Großenhain. Das Gemeinschaftsgebiet befindet sich am Südrand des Naturparkes Niederlausitzer Heidelandschaft am Ostrand der Großenhainer Pflege. Nördlich des Gemeinschaftsgebietes liegt die Grenze zum Land Brandenburg. Durch Schönfeld und Quersa verläuft die Bundesstraße 98. Die durch das Gemeinschaftsgebiet führende Bundesautobahn 4 ist über die Anschlüsse Thiendorf und Schönborn zu erreichen.
Mit der Eingemeindung von Weißig am Raschütz nach Lampertswalde schied eine Gemeinde aus der Verwaltungsgemeinschaft aus.

## Die Gemeinden mit ihren Ortsteilen
- Schönfeld mit den Ortsteilen Schönfeld, Kraußnitz, Liega, Linz und Böhla bei Ortrand
- Lampertswalde mit den Ortsteilen Adelsdorf, Blochwitz, Brockwitz, Brößnitz, Lampertswalde, Mühlbach, Oelsnitz-Niegeroda, Quersa, Schönborn und Weißig am Raschütz